# 奧爾敦 (愛達荷州)
奧爾敦（英語：Oldtown）是一個位於美國愛達荷州邦納縣的城市。

## 地理
奧爾敦的座標為48°11′08″N 117°01′49″W / 48.18556°N 117.03028°W，而該地的平均海拔高度為647米（即2123英尺）。

## 人口
根據2020年美國人口普查的數據，奧爾敦的面積為2.18平方千米，當中陸地面積為2.12平方千米，而水域面積為0.06平方千米。當地共有人口221人，而人口密度為每平方千米101人。